# Jon Brion
Jon Brion est un chanteur, compositeur, auteur, producteur et acteur américain né le 11 décembre 1963 à Glen Ridge (New Jersey), aux États-Unis.

## Comme compositeur

### Cinéma

#### Longs métrages
- 1996 : Double mise (Sydney) (Hard Eight) de Paul Thomas Anderson
- 1999 : Magnolia de Paul Thomas Anderson
- 2002 : Punch-Drunk Love de Paul Thomas Anderson
- 2004 : Eternal Sunshine of the Spotless Mind de Michel Gondry
- 2004 : J'adore Huckabees (I Heart Huckabees) de David O. Russell
- 2006 : La Rupture (The Break-Up) de Peyton Reed
- 2008 : Synecdoche, New York de Charlie Kaufman
- 2008 : Frangins malgré eux (Step Brothers) d'Adam McKay
- 2010 : Very Bad Cops (The Other Guys) d'Adam McKay
- 2011 : The Future de Miranda July
- 2012 : L'Étrange pouvoir de Norman (ParaNorman) de Sam Fell et Chris Butler
- 2012 : 40 ans : mode d'emploi (This Is 40) de Judd Apatow
- 2013 : Delivery Man de Ken Scott
- 2014 : The Gambler  de Rupert Wyatt
- 2015 : Crazy Amy (Trainwreck) de Judd Apatow
- 2017 : Wilson de Craig Johnson
- 2017 : Lady Bird de Greta Gerwig
- 2018 : Le Grand Bain de Gilles Lellouche
- 2018 : Jean-Christophe et Winnie (Christopher Robin) de Marc Forster
- 2023 : Fool's Paradise de Charlie Day
- 2024 : L'Amour ouf de Gilles Lellouche

#### Courts métrages
- 2003 : Blossoms & Blood
- 2006 : Todos los días
- 2006 : 2012 una odisea en las Tendillas
- 2008 : Glago's Guest
- 2013 : Le Parapluie bleu (The Blue Umbrella)
- 2013 : You Gotta Move
- 2016 : Curmudgeons

### Télévision

#### Séries télévisées
- 2000 : BTM2 (12 épisodes)
- 2014 : Off Camera with Sam Jones (2 épisodes)

#### Téléfilms
- 2015 : John Mulaney: The Comeback Kid

## Comme acteur
- 1997 : Boogie Nights de Paul Thomas Anderson : Awards Ceremony Band Member (il y tient un rôle non-parlant).

- 2003 : Tom Petty and the Heartbreakers: Live at the Olympic - The Last DJ and More (vidéo) : Orchestra Conductor

## Divers
Sa musique Theme, composée pour le film Eternal Sunshine of the Spotless Mind, est un succès ; elle a été reprise dans plusieurs reportages télé.
Jon Brion a coproduit en 2024 l'album Highway Prayers du guitariste de bluegrass américain Billy Strings.

## Distinctions

### Nominations
- César 2025 : meilleure musique originale pour L'Amour ouf